# Der Mann mit den zwei Köpfen
Der Mann mit den zwei Köpfen ist ein US-amerikanischer Horrorfilm aus dem Jahr 1971 von Anthony M. Lanza.

## Handlung
Der Wissenschaftler und Arzt Dr. Girard lebt zurückgezogen auf dem Land. Dort führt er Versuche der Kopftransplantationen an Tieren durch. Folglich kann er bereits eine große Anzahl von zweiköpfigen Tieren vorweisen. Von Ehrgeiz und Ruhm getrieben will er die Operation auch an Menschen durchführen. Der mordlustige Psychopath Manuel Cass entkommt der Gefangenschaft und attackiert Linda, die Frau des Wissenschaftlers. Dr. Girard überwältigt Cass und beschließt, an ihm sein menschliches Experiment durchzuführen.
Er nimmt den Kopf des geisteskranken Cass und transplantiert ihn erfolgreich auf den Körper von Danny, einen sehr starken aber geistig zurückgebliebenen Mann. Schon bald gelingt es Cass Danny zu manipulieren. Unter negativer Beeinflussung kann sich Danny Cass nicht mehr entziehen und er wird von ihm zu abscheulichen Taten getrieben.
Das ruft den ortsansässigen Sheriff und den Arzt Anderson auf den Plan. Gemeinsam wollen sie den Mutanten stoppen. Allerdings will Dr. Girard sein Experiment nicht als gescheitert ansehen und kommt den beiden in die Quere. 

## Hintergrund
Der Film wurde im US-Bundesstaat Kalifornien gedreht. Der Dreh fand zwischen dem 27. Oktober 1969 und dem 2. März 1970 statt. 

## Kritik
„Ein verrückter Mediziner, der bereits abscheuliche Experimente durchgeführt hat, transplantiert den Kopf eines geisteskranken Mörders auf den Körper eines geistig zurückgebliebenen Farmergehilfen und schafft so ein zweiköpfiges Monster. Völlig kopfloser Horrorfilm.“

„Gehirnamputierter Horror-Trash: schlichtweg idiotisch.“

Der Mann mit den zwei Köpfen wurde von den Medien negativ aufgenommen und als „hirnlose[n]r Billigheimer“ betitelt.

## Trivia
- Der Film wurde am 17. Mai 2019 auf Tele 5 als Teil des Sendeformats Die schlechtesten Filme aller Zeiten ausgestrahlt.